# DANCERUSH STARDOM
DANCERUSH STARDOM(댄스러시 스타덤)은 2018년 3월 23일 코나미 어뮤즈먼트에서 발매한 아케이드 게임이다. 발을 중심으로 한 셔플 댄스를 기반으로 춤을 따라 추는 리듬 게임이다.

## 같이 보기
- 댄스 에볼루션